# اسکار وارونا
اسکار وارونا (اسپانیایی: Oscar Varona‎؛ زادهٔ ۲۲ ژوئیهٔ ۱۹۴۹) بازیکن بسکتبال اهل کوبا بود.